# このクラスにギャルはいない
『このクラスにギャルはいない』は、時田時雨による日本の漫画。ウェブコミック配信サイト『少年ジャンプ+』（集英社）にて、2024年9月22日から土曜更新で連載中。時田時雨としては前作「赤面しないで関目さん」完結から2年ぶりの連載となる。

## 沿革
少年ジャンプ+2023年4月25日更新分にて本作の読切版を配信。
2024年9月22日から連載開始。なお初回は1〜3話までまとめて配信された。また10話まで毎週連載だったが、11話から隔週に移行した。

## あらすじ
中学生時代は勉強熱心な優等生だったが、引っ込み思案で友達がなかなかできなかった七瀬美礼（ななせ みれい）。ギャルに憧れた末、大胆なイメチェンを経て高校デビューを果たすも、進学校だったために同じような雰囲気のクラスメイトが居らず、結局孤立してしまう。
そんな折、クラスメイトで唯一のヤンキー男子である間宮優心（まみや ゆうしん）と仲良くなるも、彼もまた中学時代と違う自分になろうと決心して、高校デビューした男子だった。

## 登場人物
七瀬美礼（ななせ みれい）
高1の女子高校生。ピンク髪で長髪。中学校時代は眼鏡黒髪ツインテールで成績優秀だが、引っ込み思案だったので友達ができない経験から自分と正反対のギャルに憧れて、高校デビューで恰好を一新する。当初は進学校のため、自分以外にギャルがいなかったので浮いていたが、同じく高校デビューをした間宮らと仲良くなって慣れていく。主にギャルの知識は雑誌とマンガから得たもの。首席で入学式の新入生挨拶を担当予定だったが、仮病を使って休んだ。
間宮優心（まみや ゆうしん）
高1の男子高校生で七瀬と同じクラス。金髪短髪。中学校時代は眼鏡黒髪で成績優秀だが、友達ができなかったことで、自分とは正反対の存在になることを決め、高校デビューで恰好をヤンキーファッションに一新する。普段はヤンキーとして振るまうが、度々性根の心優しさや体力の弱弱しさが露呈してしまっている。
雷坂昴（らいさか すばる）
高1の女子高校生で七瀬とは隣のクラス。紫髪のツインテ―ルでフリルが多く入った制服を着るなど、見た目こそ寡黙で華奢な地雷系女子だが、女の子走りで50メートルを5秒02、100メートルを8秒62で駆け抜ける、巨大な岩を持ちあげて水平に投げるなど、並外れた身体能力を持つ。またお肉が大好きで、七瀬とファミレスに来た際には巨大なマンガ肉や山積みになったステーキ肉をぺろりと平らげていた。
中学までは実家の山中で武道のトレーニングに明け暮れていたため、動物たちとしか友達ができず、リボンが似合うお淑やかな女の子に憧れて地雷系ファッションをするようになった。
黒咲小春（くろさきこはる）
高1の男子高校生で七瀬とは別のクラス。ノーネクタイでシャツを胸元まで開け、制服の上着はマントのように肩掛けで羽織るなど、ホストを意識した格好をしている。
小学校から男子校で生活していたため女子に対する免疫がなく、自信をもって女の子の前に立てるようホストの立ち振る舞いを学んで高校デビューした。しかしながら女子と話すと照れてしまい、中学時代に所属していたオカリナ部の名残で、物陰に隠れてはオカリナを吹いて心を落ち着かせている。
早乙女心愛（さおとめ ここあ）
七瀬らの担任女性教師。眼鏡黒髪。元暴走族であり、高校デビューのために容姿を変えた七瀬達を見守っている。

## 書誌情報
- 時田時雨『このクラスにギャルはいない』 集英社〈ジャンプ・コミックス〉、既刊2巻（2025年5月2日現在）
  1. 2025年2月4日発売[5][6]、ISBN 978-4-08-884433-6
  2. 2025年5月2日発売[7]、ISBN 978-4-08-884436-7